# Against the Current (zespół muzyczny)
Against the Current – amerykański zespół pochodzący z Poughkeepsie, Nowy Jork. Tworzą go Chrissy Costanza (główny wokal), Dan Gow (gitara, wokal) oraz Will Ferri (perkusja).

## Historia

### Początki
Dan Gow, Will Ferri i Jeremy Rompala założyli Against the Current na początku 2011 roku. Obecna wokalistka Chrissy Costanza dołączyła do zespołu latem tego samego roku, poznała jego założycieli przez wspólnego przyjaciela. Nazwa zespołu pochodzi z książki Wielki Gatsby.
Grupa zyskała dużą popularność publikując covery różnych piosenek w serwisie YouTube oraz dzięki współpracy ze znanymi artystami nagrywającymi covery, takimi jak Alex Goot czy Kurt Schneider.

### Infinity EP, Gravity EP
27 maja 2014 roku Against the Current wydali swój pierwszy minialbum Infinity EP. Po kilku trasach koncertowych zespół wrócił do studia, aby nagrać swój drugi minialbum Gravity EP, którego premiera nastąpiła 17 lutego 2015 roku. W przeciwieństwie do Infinity EP, na Gravity pojawiła się jedna kolaboracja – ,,Dreaming Alone” – z wokalistą zespołu One OK Rock. EPka promowana była podczas pierwszej światowej trasy zespołu Gravity World Tour. Trwała ona cztery miesiące (sierpień – listopad 2015). Zespół odwiedził podczas niej Azję, Europę oraz Amerykę Północną. 4 marca 2015 roku Against the Current ogłosili podpisanie kontraktu z wytwórnią Fueled By Ramen.

### In Our Bones
Pierwszym singlem promującym debiutancki album Against the Current została piosenka „Running with the Wild Things”. Jeszcze przed premierą krążka zespół wyjechał w europejską trasę o tej samej nazwie. In Our Bones swoją premierę miało 20 maja 2016 roku. Album promowany był czterema singlami – „Running with the Wild Things”, „Runaway”, „Wasteland” oraz „Young & Relentless”. We wrześniu 2016 roku zespół wyruszył w trasę promującą album – In Our Bones World Tour. 
15 września 2017 roku w sieci ukazało się „Legends Never Die”. Zespół wykonał ten utwór na żywo podczas ceremonii otwarcia finału Mistrzostw Świata League of Legends - Worlds 2017 - w Pekinie, 16 listopada.

### Past Lives
Drugi studyjny album zespołu - Past Lives - swoją premierę miał 28 września 2018 roku. Promowany był pięcioma singlami: ,,Strangers Again", ,,Almost Forgot", ,,Personal", ,,Voices", ,,The Fuss". Miesiąc przed wydaniem krążka ATC rozpoczęli swoją trzecią światową trasę - Past Lives World Tour.
8 października 2019 roku w serwisach streamingowych udostępnione zostało ,,Phoenix" - kolejna piosenka związana z Mistrzostwami Świata League of Legends w wykonaniu wokalistki Against The Current. Utwór jest wynikiem kolaboracji Chrissy z Cailin Russo. Dziewczyny wykonały ten numer na żywo w trakcie ceremonii otwarcia finału Worlds 2019 w Paryżu, 10 listopada.
W 2020 roku Chrissy użyczyła głosu jednej z postaci popularnego anime „My Hero Academia”. Wokalistkę usłyszeć możemy w piosence ,,Hero Too" jako głos Jirō.

### ATC3
Aktualnie zespół pracuje nad swoim trzecim studyjnym albumem.

## Członkowie zespołu

### Obecni członkowie
- Christina „Chrissy” Costanza – wokal (2011–obecnie)
- Daniel „Dan" Gow – gitara, chórki (2011–obecnie)
- William „Will” Ferri – perkusja, intrumenty klawiszowe (2011– obecnie)

### Byli członkowie
- Jeremy Rompala – gitara, pianino (2011–2014)
- Joe Simmons – gitara basowa, chórki (2011–2014)

## Dyskografia

### Minialbumy
| Rok  | Album                                                                                               | Pozycja na liście | Pozycja na liście | Pozycja na liście | Pozycja na liście |
| Rok  | Album                                                                                               | US Alt            | US Ind            | US Rock           | US Heat           |
| ---- | --------------------------------------------------------------------------------------------------- | ----------------- | ----------------- | ----------------- | ----------------- |
| 2014 | Infinity EP - Data wydania: 27 maja 2014 - Wytwórnia: – - Format: CD, DL                            | –                 | –                 | –                 | 28                |
| 2014 | Infinity (The Acoustic Sessions) - Data wydania: 27 listopada 2014 - Wytwórnia: – - Format: DL      | –                 | –                 | –                 | –                 |
| 2015 | Gravity EP - Data wydania: 17 lutego 2015 - Wytwórnia: – - Format: CD, DL                           | 23                | 27                | 36                | 4                 |
| 2015 | Gravity (The Acoustic Sessions, Vol. II) - Data wydania: 10 lipca 2015 - Wytwórnia: – - Formaty: DL | –                 | –                 | –                 | –                 |

### Albumy
| Rok  | Album                                                                                      | Pozycja na liście | Pozycja na liście | Pozycja na liście | Pozycja na liście | Pozycja na liście | Pozycja na liście |
| Rok  | Album                                                                                      | US                | US Alt            | US Rock           | US Heat           | CAN               | UK                |
| ---- | ------------------------------------------------------------------------------------------ | ----------------- | ----------------- | ----------------- | ----------------- | ----------------- | ----------------- |
| 2016 | In Our Bones - Data wydania: 20 maja 2016 - Wytwórnia: Fueled By Ramen - Formaty: CD, DL   | 181               | 15                | 20                | 2                 | 83                | 28                |
| 2018 | Past Lives - Data wydania: 28 września 2018 - Wytwórnia: Fueled By Ramen - Formaty: CD, DL |                   |                   |                   |                   |                   |                   |

### Single
| Rok  | Tytuł                          | Album        |
| ---- | ------------------------------ | ------------ |
| 2012 | „Thinking"                     | -            |
| 2013 | „Guessing"                     | -            |
| 2013 | „Closer, Faster"               | Infinity EP  |
| 2014 | „Infinity"                     | Infinity EP  |
| 2014 | „Gravity"                      | Gravity EP   |
| 2015 | „Outsiders"                    | -            |
| 2015 | ,,Talk"                        | Gravity EP   |
| 2016 | „Running with the Wild Things" | In Our Bones |
| 2016 | „Runaway"                      | In Our Bones |
| 2016 | „Wasteland"                    | In Our Bones |
| 2016 | „Young & Relentless"           | In Our Bones |
| 2017 | ,,Legends Never Die"           | -            |
| 2018 | ,,Strangers Again"             | Past Lives   |
| 2018 | ,,Almost Forgot"               | Past Lives   |
| 2018 | ,,Personal"                    | Past Lives   |
| 2018 | ,,Voices"                      | Past Lives   |
| 2018 | ,,The Fuss"                    | Past Lives   |
| 2019 | ,,Phoenix" (Chrissy)           | -            |

### Covery
| Rok  | Tytuł                             | Wykonawcy                                                                | Wykonawca oryginału            |
| ---- | --------------------------------- | ------------------------------------------------------------------------ | ------------------------------ |
| 2012 | „Good Time”                       | Against the Current, Alex Goot                                           | Owl City, Carly Rae Jepsen     |
| 2012 | „Not Over You”                    | Against the Current, Alex Goot                                           | Gavin DeGraw                   |
| 2012 | „One More Night”                  | Alex Goot & Friends (w tym Chrissy Costanza)                             | Maroon 5                       |
| 2012 | „Catch My Breath”                 | Against the Current, Alex Goot                                           | Kelly Clarkson                 |
| 2012 | „All I Want For Christmas Is You” | Against the Current                                                      | Mariah Carey                   |
| 2013 | „Beauty And A Beat”               | Chrissy Costanza, Alex Goot, Kurt Hugo Schneider                         | Justin Bieber                  |
| 2013 | „Heart Attack”                    | Chrissy Costanza, Sam Tsui, Kurt Hugo Schneider                          | Demi Lovato                    |
| 2013 | „22”                              | Chrissy Costanza, Alex Goot, Sam Tsui, Kurt Hugo Schneider, King The Kid | Taylor Swift                   |
| 2013 | „Chocolate”                       | Against the Current                                                      | The 1975                       |
| 2013 | „Photograph”                      | Against the Current, Alex Goot                                           | Nickelback                     |
| 2014 | „Counting Stars”                  | Chrissy Costanza, Alex Goot Kurt Hugo Schneider                          | One Republic                   |
| 2014 | „Red”                             | Against the Current                                                      | Taylor Swift                   |
| 2014 | „All Too Well”                    | Against the Current                                                      | Taylor Swift                   |
| 2014 | „She Looks So Perfect”            | Against the Current                                                      | 5 Seconds of Summer            |
| 2014 | „Problem”                         | Alex Goot, Will Ferri                                                    | Ariana Grande ft. Iggy Azalea  |
| 2014 | „Find You”                        | Against the Current, Alex Goot                                           | Zedd                           |
| 2014 | „Ain't It Fun”                    | Against the Current                                                      | Paramore                       |
| 2014 | „Stay High”                       | Against the Current, Kurt Hugo Schneider                                 | Tove Lo                        |
| 2014 | „I Wanna Get Better”              | Against the Current, The Redy Set                                        | Bleachers                      |
| 2014 | „Shake It Off”                    | Against the Current, Kurt Hugo Schneider                                 | Taylor Swift                   |
| 2015 | „Uptown Funk”                     | Against the Current, Set It Off                                          | Mark Ronson ft. Bruno Mars     |
| 2015 | „See You Again”                   | Against the Current                                                      | Wiz Khalifa ft. Charlie Puth   |
| 2015 | „I Really Like You”               | Against the Current, Max Schneider                                       | Carly Rae Jepsen               |
| 2016 | „Water Under The Bridge"          | Against the Current                                                      | Adele                          |
| 2016 | „Sorry”                           | Against the Current, Alex Goot, Kurt Hugo Schneider                      | Justin Bieber                  |
| 2016 | „Let Me Love You”                 | Against the Current, Alex Goot, Kurt Hugo Schneider                      | Justin Bieber, DJ Snake        |
| 2016 | „When You Were Young”             | Against The Current                                                      | The Killers                    |
| 2016 | „Cold Water”                      | Against The Current, Tyler Carter                                        | Justin Bieber, Major Lazer     |
| 2016 | „Love Story”                      | Against The Current, Yellowcard                                          | Taylor Swift                   |
| 2016 | "Teenagers"                       | Against The Current                                                      | My Chemical Romance            |
| 2016 | „When The Night’s Over”           | Chrissy Costanza                                                         | Julius Trombino                |
| 2016 | „Love Yourself”                   | Against The Current, We The Kings                                        | Justin Bieber                  |
| 2016 | „Closer”                          | Against The Current, Alex Goot                                           | The Chainsmokers ft. Halsey    |
| 2017 | ,,2U"                             | Against The Current, Alex Goot                                           | David Guetta ft. Justin Bieber |

## Nominacje i wyróżnienia
| Rok  | Nagroda           | Kategoria                                      | Rezultat  |
| ---- | ----------------- | ---------------------------------------------- | --------- |
| 2015 | Kerrang! Awards   | Best International Newcomer                    | Nominacja |
| 2016 | Kerrang! Awards   | BEST TRACK (za „Running with the Wild Things”) | Nominacja |
| 2019 | Rock Sound Awards | Best International Artist                      | Wygrana   |

## Trasy koncertowe i festiwale

### 2014
- Sink or Swim Tour – z King The Kid, Once Upon A Time, This Is All Now (headliner, 17/05 – 8/06, Stany Zjednoczone i Kanada)
- 2014 Asia/Australia Tour – z Alex Goot (co-headliner, 19/08 – 5/09, Azja i Australia)
- The Outsiders Tour – z The Ready Set, Metro Station, The Downtown Fiction (supporting act, 21/10 – 22/11, Stany Zjednoczone)
- Against The Current UK Tour (headliner, 1/12 – 8/12, Wielka Brytania)

### 2015
- Glamour Kills Spring Break '15 Tour – z Set It Off, As It Is, ROAM (co-headliner, 26/02 – 8/04, Stany Zjednoczone)

- Gravity World Tour – z Vinyl Theatre, Jule Vera, Sykes, Nekokat (headliner, 26/08 – 21/11, Azja, Europa, Stany Zjednoczone)

### 2016
- Back to the Future Hearts Tour – z All Time Low, Good Charlotte (supporting act, 10/02 – 16/02, Wielka Brytania)
- Running with the Wild Things Tour – z ROAM (headliner, 20/02 - 21/03, Europa)
- Download Festiwal – (w zastępstwie za Architects, 11/06, Anglia)
- Vans Warped Tour – (24/06 – 13/08, Stany Zjednoczone)
- In Our Bones World Tour Part 1 – z As It Is, Cruisr, Beach Weather, Vista (headliner, 6/09 – 14/01/2017, Azja, Europa, Stany Zjednoczone)

### 2017
- In Our Bones World Tour Part 2 – z Hunger, SAINTE (headliner, 7/02 – 17/03, Europa)
- STATE CHAMPS US Tour – z STATE CHAMPS, With Confidence, Don Broco (supporting act, 7/04 – 14/05, Stany Zjednoczone)
- Reading & Leeds Festival - (25/08 & 27/08, Reading, Leeds - Anglia)
- In Our Bones World Tour Part 2 - (headliner, 17/09 - 7/10, Azja, Australia, Nowa Zelandia)
- Worlds 2017 - Ceremonia zamknięcia Mistrzostw Świata League of Legends (4/11, Pekin - Chiny)
- Good Charlotte UK Tour - z Good Charlotte, Milk Teeth, nothing,nowhere. (supporting act, 27/11 - 3/12, Wielka Brytania)

### 2018
- MANIA Tour - z Fall Out Boy, MAX (supporting act, 27/03 - 12/04, Wielka Brytania, Europa)
- Daydream Festival (15/04, Szanghaj - Chiny)
- MANIA Tour - z Fall Out Boy, Machine Gun Kelly (supporting act, 29/08 - 1/09, Stany Zjednoczone)
- Past Lives World Tour - z The Faim (headliner, 18/08 - 7/12, Ameryka Południowa, Wielka Brytania, Europa, Azja)

### 2019
- Past Lives World Tour - (headliner, 22/03 - 20/04, Ameryka Północna + 17/05 - 9/06, Europa)

- Rock Am Ring (7/06, Niemcy)

- Rock Im Park (9/06, Niemcy)

- Rock Hall (31/07)

- Lollapalooza (2/08, Chicago - Stany Zjednoczone)

- Incheon Pentaport Rock Festival (10/08, Incheon - Korea Południowa)

- Reading & Leeds Festival (24/08 & 25/08, Reading, Leeds - Anglia)

- Worlds 2019 (10/11, Paryż - Francja) (Chrissy)

- Europe 2019 Tour (headliner, 24/11 - 13/12, Europa, Wielka Brytania)

### 2020
- Trees Festival (10/07, Cheltenham - Anglia)